# RAC1
RAC1 (Ràdio Associació de Catalunya 1) és una emissora de ràdio privada en català de caràcter generalista i comercial.

## Història
RAC1 va començar les emissions l'1 de maig de 2000, essent la primera cadena de ràdio privada després de la desapareguda Cadena 13 en emetre 24 hores al dia íntegrament en català i, des de llavors, no ha parat de pujar el seu nombre d'oients fins a situar-se com l'emissora líder a Catalunya. Els seus estudis estan situats a la Torre Barcelona, al número 477 de l'Avinguda Diagonal de Barcelona. L'emissora és gestionada per l'empresa Radiocat XXI, propietat de Catalunya Comunicació, i per la cooperativa Ràdio Associació de Catalunya, hereva de la primera emissora que va emetre en català durant la dècada de 1930, 'Ràdio Associació de Catalunya EAJ-15'. L'actual direcció de RAC1, l'encapçalen Eulàlia Carbonell com a directora gerent i Xavi Pérez com a director de continguts.

## Programació
La programació de RAC1 és de caràcter generalista. Aquesta, aposta clarament per tres aspectes: la informació i l'anàlisi d'aquesta (amb tertúlies i entrevistes), l'esport (seguiment de l'actualitat esportiva en directe i transmissions d'esdeveniments esportius) i l'entreteniment (amb programes de sàtira política i social, imitacions i humor).

### Programació de la temporada 2024-2025

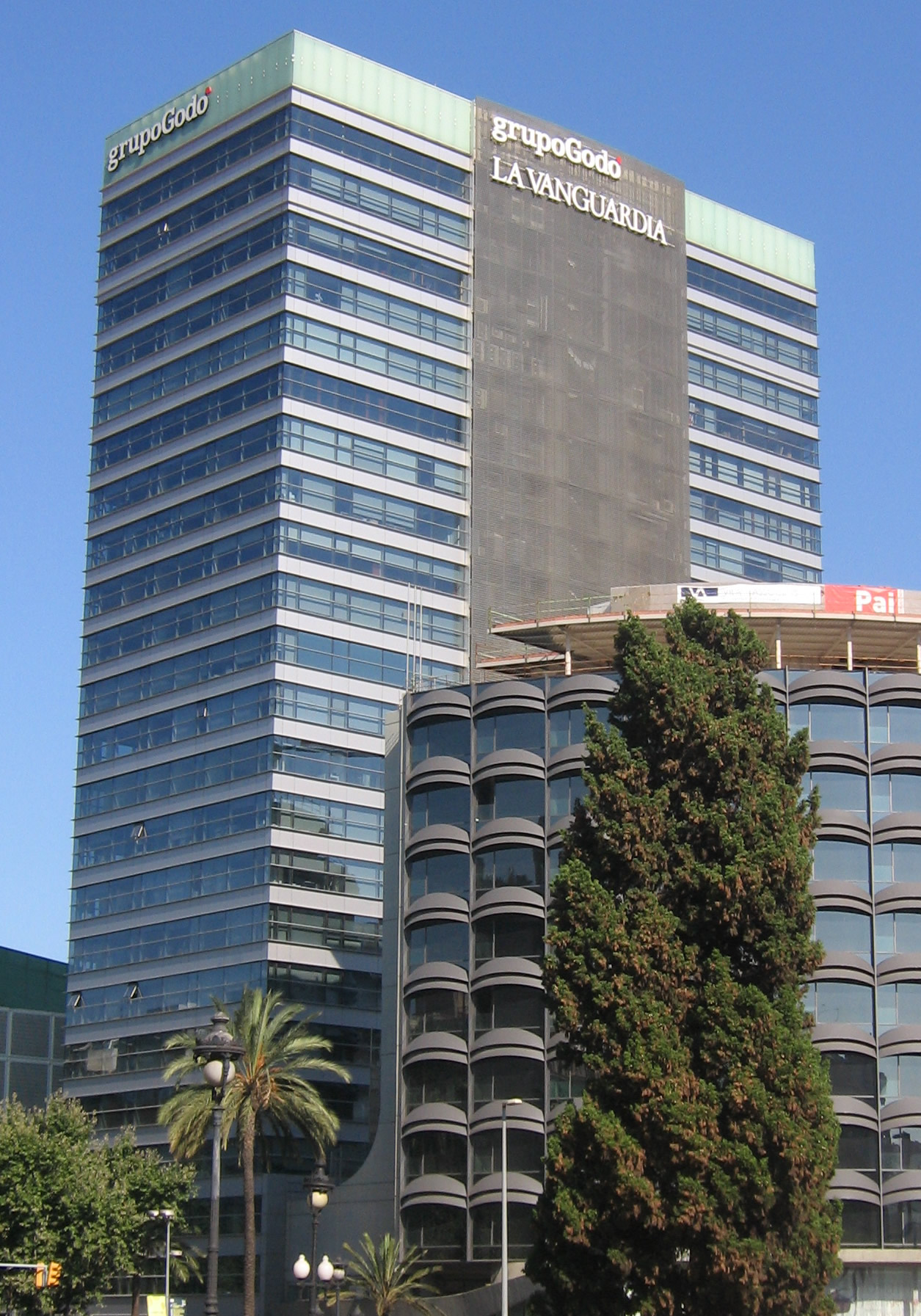
Els estudis centrals de RAC1 a la Torre Godó de la capital de Catalunya

A continuació, queda detallada la graella de la programació d'aquesta temporada de RAC1. Aquesta es pot veure afectada per esdeveniments esportius i/o informatius especials durant la setmana:

#### De dilluns a divendres

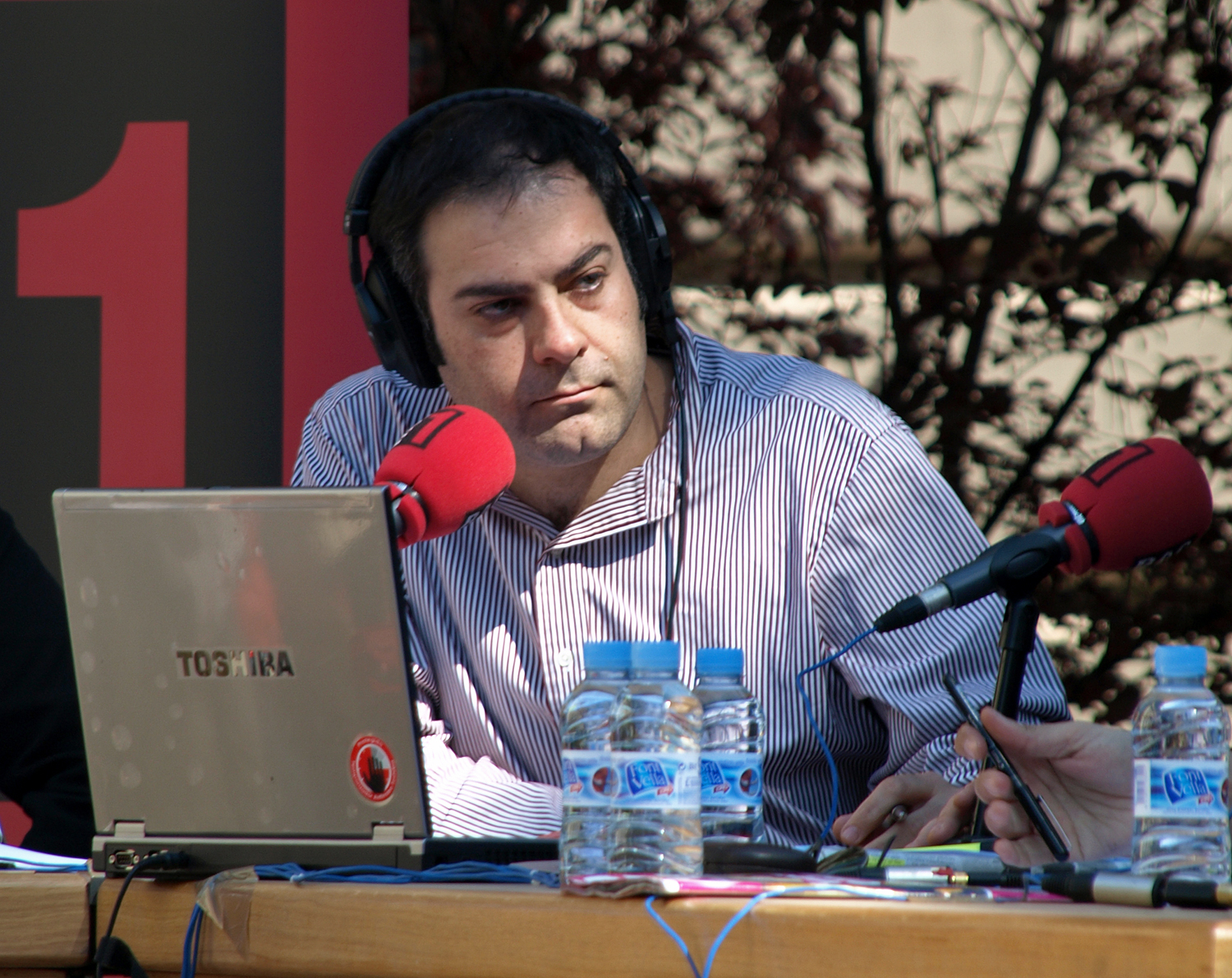
Toni Clapés durant el programa Versió RAC1, en un especial fet des dels Jardins del Palau Robert de Barcelona durant la Diada de Sant Jordi 2008

- 06:00 a 12:00 - El món a RAC1, amb Jordi Basté.
- 12:00 a 13:00 - La competència, amb Òscar Andreu i Òscar Dalmau.
- 13:00 a 14:00 - Vostè primer, amb Marc Giró.
- 14:00 a 15:00 - 14/15, amb Núria Travesa i Xavi Rocamora (realitzat per la Redacció d'Informatius i Esports).
- 15:00 a 16.00 - Els teloners del Versió RAC1, amb Marc Bala, Guillem Estadella i Mar Arans
- 16:00 a 20:00 - Versió RAC1, amb Toni Clapés.
- 20:00 a 22:30 - No ho sé, amb Anna Vallhonesta.
- 22:30 a 01:10 - Tu diràs, amb Aleix Parisé.
- 01:00 a 02:00 - La competència (Repetició)
- 02:00 a 03:00 - Vostè primer (Repetició)
- 03:00 a 04:00 - La millor hora del Versió RAC1 (Repetició)
- 04:00 a 06:00 - Tu diràs (Repetició)

#### Dissabtes
- 06:00 a 07:00 - La primera pedra, amb Noemí Polls. (Premi Joan Coromines 2014)[2]
- 07:00 a 14:00 - Via lliure, amb Xavi Bundó.
- 14:00 a 15:00 - 14/15, amb Aurora Rodríguez i la Redacció d'Informatius i Esports.
- 15:00 a 18:00 - RAC1ncentrat, amb Edu de Batlle
- 18:00 a 23:00 - Superesports, amb Xavier Puig.
- 23:00 a 01:00 - Tu diràs, amb Gerard Bellera.
- 01:00 a 04:00 - Via lliure (Repetició).
- 04:00 a 06:00 - Tu diràs (Repetició).

#### Diumenges
- 06:00 a 07:00 - La primera pedra, amb Noemí Polls.
- 07:00 a 14:00 - Via lliure, amb Xavi Bundó.
- 14:00 a 15:00 - 14/15, amb Aurora Rodríguez i la Redacció d'Informatius i Esports.
- 15:00 a 16:00 - RAC1ncentrat de podcast, amb Noemí Polls
- 16:00 a 23:00 - Superesports, amb Xavier Puig.
- 23:00 a 01:00 - Tu diràs, amb Aleix Parisé.
- 01:00 a 04:00 - Via lliure (Repetició).
- 04:00 a 06:00 - Tu diràs (Repetició).

#### Transmissions esportives
A part de la programació convencional, RAC1 també transmet diversos esdeveniments esportius, dels quals en destaquen:
- El Barça juga a RAC1 es centra en la transmissió dels partits del Futbol Club Barcelona narrada per Joan Maria Pou. Es fa des del primer any que es va fundar la ràdio, l'any 2000. Actualment, a més de Joan Maria Pou, hi col·laboren el Marc Guillén (anàlisi futbolística), Laia Coll (micròfon autònom), Marta Ramon (micròfon autònom), Jaume Mullor i Aleix Parisé. Antigament també hi havien passat periodistes com Roger Saperas, Jordi Costa, Sònia Gelmà, Raül Llimós, Xavier Bosch, Jordi Gràcia, Xavi Puig, Damià López, Jordi Basté o Edgar Fornós. La narració dels partits es basa en la participació coral de tots els col·laboradors.[3] En aquest programa, s'hi han pronunciat algunes frases molt repetides i ja simbòliques pel barcelonisme.[3]
- L'Espanyol juga a RAC1, transmissió de tots els partits del RCD Espanyol des de mitja hora abans del seu començament, amb la narració d'Eduard de Batlle, els comentaris de Joan Camí, Xavi Puig, i l'anàlisi de Dani Solsona.
- El Girona juga a RAC1, transmissió de tots els partits del Girona FC des de mitja hora abans del seu començament amb la narració de Miquel Agut, Marc Brugués i Aday Benítez.
- La Champions es juga a RAC1, transmissió dels partits de la Champions League on no hi juga el Barça. Amb la narració de Damià Lopez, els comentaris de Xavi Puig, Jaume Mullor i l'anàlisi de Marc Guillén.
- Bàsquet a RAC1, transmissió dels partits d'Eurolliga, de Copa del Rei i els més importants de Lliga dels equips catalans participants amb la narració de Dani Aguilà, els comentaris de, Damià López, Xavi Puig, Jaume Mullor i l'anàlisi de Joan Antoni Casanova.
- Futsal a RAC1, transmissió dels partits més importants dels equips catalans de futbol sala en de la Copa de la UEFA, de Copa del Rei i en la Lliga. Normalment, amb la narració d'Albert Ferran.
- Catalunya juga a RAC1, transmissió de tots els partits que juga la Selecció Catalana de Futbol amb la narració de Joan Maria Pou i Damià Lopez, els comentaris de Roger Saperas, Xavi Puig, Jaume Mullor, i l'anàlisi tècnica de Marc Guillén. Tots els partits jugats entre les 15.00 hores i les 21.00 hores de dilluns a divendres han cobert la programació Toni Clapés i l'equip del Versió RAC1 amb un programa especial.

### Programes històrics
- Minoria absoluta, presentat per Toni Soler, Queco Novell i Manel Lucas (2000-2009)
- No hi som per festes, presentat per Jordi Beltran (Estius i festius)
- ADN, presentat per Santi Villas (2000-2002)
- El diari d'Anna, presentat per Nina amb la col·laboració de Ramón Pellicer (2000-2001)
- Cafè Baviera, presentat per Xavier Bosch (2000-2004)
- Primera hora, presentat per Núria Ferré i Armenteras (2000-2004)
- Diagonal, presentat per Jordi González (2003-2005) i per Àdam Martín (2005-2009)
- L'auditori, presentat per Ramon Pellicer (2000-2001)
- La contra, presentat per Víctor Amela, Lluís Amiguet i Imma Sanchis (2001-2002)
- La segona hora, presentat per Quim Morales i l'equip del Minoria Absoluta (2008-2019).
- L'hora del pati, presentat per Albert Om (2000-2004)
- Mercats, presentat per Joan Maria Morros (2000-2004)
- Problemes domèsticsk, presentat per Manel Fuentes (2000-2004)
- Última hora, presentat per Jordi Armenteras (2004-2007)
- No som perfectes, presentat per Jordi Beltran i Albert Vinyoli (2003-2007)
- Quilòmetre 1, presentat per Esther Muñoz (2002-2007)
- Fórmula CAT, presentat per Emma Aixalà (2004-2007)
- La Lliga, presentat per Xavi Puig (2006-2008)
- La nit a RAC1 presentat per Xavi Freixas (2009-2015)
- Islàndia amb Albert Om (2016-2023)

## Audiències
RAC1 és l'emissora líder a Catalunya des de l'any 2009, quan per primer cop va tancar la temporada sent la més escoltada amb 507.000 oients diaris, per davant de Catalunya Ràdio i la Cadena SER, i des de llavors ha tancat totes les temporades sent la ràdio més escoltada a Catalunya, arribant a un màxim de 941.000 oients diaris la temporada 2017-2018, els primers anys amb un empat tècnic amb Catalunya Ràdio.
La primera onada de 2025 RAC1 conclou que arriba al 1.001.000 d'oients. Es converteix en la primera radio catalana en aconseguir el milió d'oients.
Les altíssimes dades de l'emissora en general fan que els programes de migdia, tarda i vespre de RAC1 siguin els més escoltats al país superant la resta d'ofertes que es troben a les seves respectives franges horàries. També cal destacar que mai la ràdio en català havia tingut tants oients. I és que, ara per ara, les dues principals emissores al país en oients emeten en aquesta llengua.

## Premis i reconeixements
L'emissora ha rebut diversos premis al llarg de la seva trajectòria, entre els quals destaquen:
- 2001: Premi Nacional a la Projecció Social de la Llengua Catalana, per part de la Generalitat de Catalunya[8]
- 2007: Premi Nacional de Radiodifusió[9]

Els diferents programes també han rebut múltiples guardons, entre els quals destaquen:
- Minoria absoluta, Premi Ciutat de Barcelona 2005
- Minoria absoluta, Premi Ondas com a 'Millor Programa de Ràdio' 2006
- Minoria absoluta de RAC1, Premi Nacional de Radiodifusió 2008[10]
- Versió RAC 1 de Toni Clapés, Premi Òmnium Cultural de Ràdio 2008.